# Mierenkrekels
De mierenkrekels (Myrmecophilidae) vormen een familie van rechtvleugelige insecten die behoort tot de orde langsprietigen (Ensifera). Over de taxonomische status van de familie is nog veel onduidelijkheid.